# العلاقات التشيلية الفرنسية
العلاقات التشيلية الفرنسية هي العلاقات الثنائية التي تجمع بين تشيلي وفرنسا.

## مقارنة بين البلدين
هذه مقارنة عامة ومرجعية للدولتين:
| وجه المقارنة                                              | تشيلي                         | فرنسا                                                    |
| --------------------------------------------------------- | ----------------------------- | -------------------------------------------------------- |
| المساحة (كم2)                                             | 756.10 ألف                    | 643.80 ألف                                               |
| عدد السكان (نسمة)                                         | 17.37 مليون                   | 67.12 مليون                                              |
| الكثافة السكانية (ن./كم²)                                 | 22.97                         | 104.26                                                   |
| العاصمة                                                   | سانتياغو                      | باريس                                                    |
| اللغة الرسمية                                             | اللغة الإسبانية               | لغة فرنسية                                               |
| العملة                                                    | بيزو تشيلي، وحدة حساب تشيلية ‏ | يورو، فرنك س ف ب، فرنك فرنسي، Livre tournois ‏            |
| الناتج المحلي الإجمالي (بليون دولار)                      | 277.08 مليار                  | 2.58 تريليون                                             |
| الناتج المحلي الإجمالي (تعادل القوة الشرائية) بليون دولار | 419.39 مليار                  | 2.87 تريليون                                             |
| الناتج المحلي الإجمالي الاسمي للفرد دولار أمريكي          | 13.42 ألف                     | 36.20 ألف                                                |
| الناتج المحلي الإجمالي للفرد دولار أمريكي                 | 22.07 ألف                     | 39.33 ألف                                                |
| مؤشر التنمية البشرية                                      | 0.832                         | 0.888                                                    |
| رمز المكالمات الدولي                                      | +56                           | +33                                                      |
| رمز الإنترنت                                              | .cl                           | .fr، .bzh ‏، .tf، .re، .wf، .yt، .pm، .paris              |
| المنطقة الزمنية                                           | 00، 00، 00، 00                | أوروبا/باريس ‏، توقيت وسط أوروبا، توقيت وسط أوروبا الصيفي |

## مدن متوأمة
في ما يلي قائمة باتفاقيات التوأمة بين مدن تشيلية وفرنسية:
- ترتبط أريكا مع بريسوير باتفاقية توأمة.

## منظمات دولية مشتركة
يشترك البلدان في عضوية مجموعة من المنظمات الدولية، منها:
| علم المنظمة | اسم المنظمة                               | تاريخ انضمام تشيلي | تاريخ انضمام فرنسا |
| ----------- | ----------------------------------------- | ------------------ | ------------------ |
|             | مؤسسة التنمية الدولية                     | 30 ديسمبر 1960     | 30 ديسمبر 1960     |
|             | يونسكو                                    | 7 يوليو 1953       | 4 نوفمبر 1946      |
|             | وكالة ضمان الاستثمار متعدد الأطراف        | 12 أبريل 1988      | 28 ديسمبر 1989     |
|             | منظمة التعاون الاقتصادي والتنمية          | ?                  | 7 أغسطس 1961       |
|             | الأمم المتحدة                             | 24 أكتوبر 1945     | 24 أكتوبر 1945     |
|             | الفريق المعني برصد الأرض                  | ?                  | ?                  |
|             | الاتحاد البريدي العالمي                   | ?                  | ?                  |
|             | البنك الدولي للإنشاء والتعمير             | 31 ديسمبر 1945     | 27 ديسمبر 1945     |
|             | المنظمة الهيدروغرافية الدولية             | ?                  | ?                  |
|             | الاتحاد الدولي للاتصالات                  | 1908               | 1866               |
|             | منظمة حظر الأسلحة الكيميائية              | ?                  | ?                  |
|             | مؤسسة التمويل الدولية                     | 15 أبريل 1957      | 20 يوليو 1956      |
|             | المركز الدولي لتسوية المنازعات الاستشارية | 24 أكتوبر 1991     | 20 سبتمبر 1967     |
|             | منظمة التجارة العالمية                    | ?                  | 1995               |
|             | منظمة الشرطة الجنائية الدولية             | ?                  | ?                  |

## أعلام
هذه قائمة لبعض الشخصيات التي تربطها علاقات بالبلدين:
- أوغستو بينوشيه (25 نوفمبر 1915[22][23][24] – 10 ديسمبر 2006[22][23][24])
- ليونور فاريلا (ممثلة تشيلية، 29 ديسمبر 1972[25] – )
- ميشال باشليت (29 سبتمبر 1951[26][27] – )

## وصلات خارجية
- موقع وزارة الخارجية التشيلية
- موقع وزارة الخارجية الفرنسية